# Joannes Florentius a Kempis
Pour les articles homonymes, voir a Kempis.
Joannes (ou Ioannes) Florentius a Kempis, né à Bruxelles, baptisé le 1er août 1635, où il est décédé le 31 janvier 1717, était un organiste et un compositeur baroque des Pays-Bas espagnols.

## Biographie
Joannes Florentius était le cinquième fils du compositeur Nicolaus à Kempis.  Comme son père, Joannes Florentius était à la fois compositeur et organiste.  En 1657, il occupait un poste d’organiste à l’église Notre-Dame de la Chapelle de  Bruxelles.  Entre 1670 et 1672, il succéda à son père (avec qui il a parfois été confondu) comme organiste de l’église collégiale Saints-Michel-et-Gudule à Bruxelles.  Il prit sa retraite le 5 août 1690, laissant son poste à son fils Guillaume (Guillaum) a Kempis.

## Œuvre
- Cantiones natalitiæ, chants de Noël en latin et en néerlandais, à cinq voix, publiés en 1657 (des chants de Noël semblables furent publiés en 1660 par les compositeurs bruxellois Guillielmus Borremans et Gaspar de Verlit) ;
- Victimæ Paschalis, séquence, 1691, B-Br ;
- Benedictus, polychorale (à double chœur), vers 1695, basse continue (inc.) [?, composition également attribuée à Guillaum a Kempis] ;
- Messe pro defunctis, à huit voix, mentionnée dans l’inventaire de la chapelle royale à Bruxelles, le 21 août 1666 ;
- Douze sonates pour violon, viole de gambe et basse, qui ont appartenu à Thomas Britton (selon Hawkins).